# Disney's Beauty and the Beast
Disney's Beauty and the Beast är en actionplattform för Super Nintendo Entertainment System. Baserat på Disneyfilmen från 1991 med samma namn, utvecklades det av Probe Entertainment och publicerades av Hudson Soft i Nordamerika den 1 juli 1994 respektive Europa den 23 februari 1995.

### Fotnoter
1. ↑  ”Disney's Beauty and the Beast” (på engelska). Mobygames. 11 mars 1994. http://www.mobygames.com/game/disneys-beauty-and-the-beast. Läst 22 juli 2018.